# Hospital Italiano de San Justo
El Hospital Italiano de San Justo es actualmente un hospital situado en la localidad de San Justo, partido de La Matanza, Argentina. Cuenta con todos los servicios médicos necesarios para la atención médica, tanto en internación como en el área de Guardia y Consultorios Externos. Su cuerpo médico ha sido formado mayormente en el sistema de residencias del Hospital Italiano de Buenos Aires. 
Si bien nació hace ya casi 100 años como un asilo de ancianos, fue refundado durante la década de 1990 como Hospital General, observándose un crecimiento casi explosivo en la edificación, equipamiento y profesionalidad.

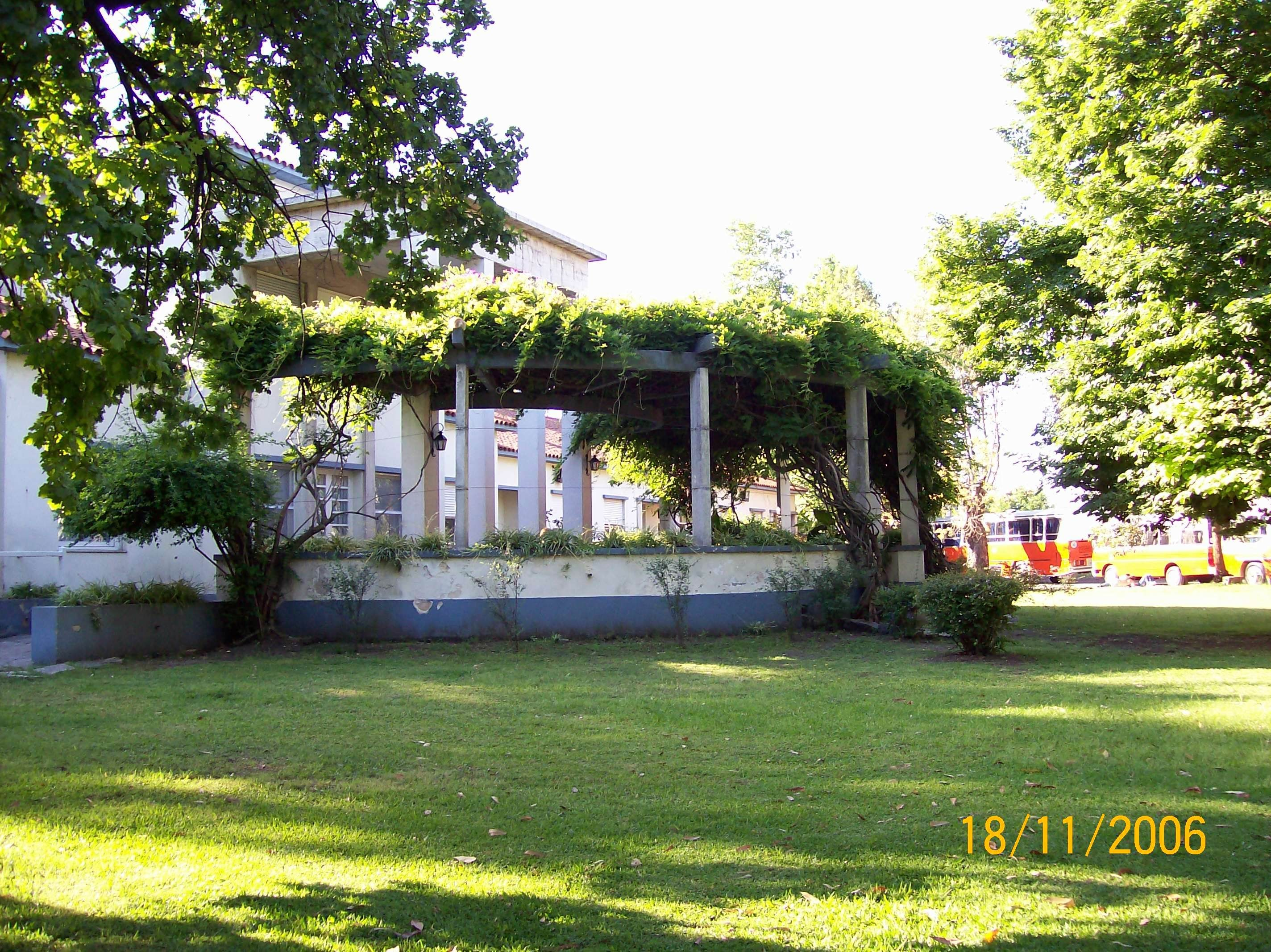
Vista de la Glorieta de uno de los pabellones de internación

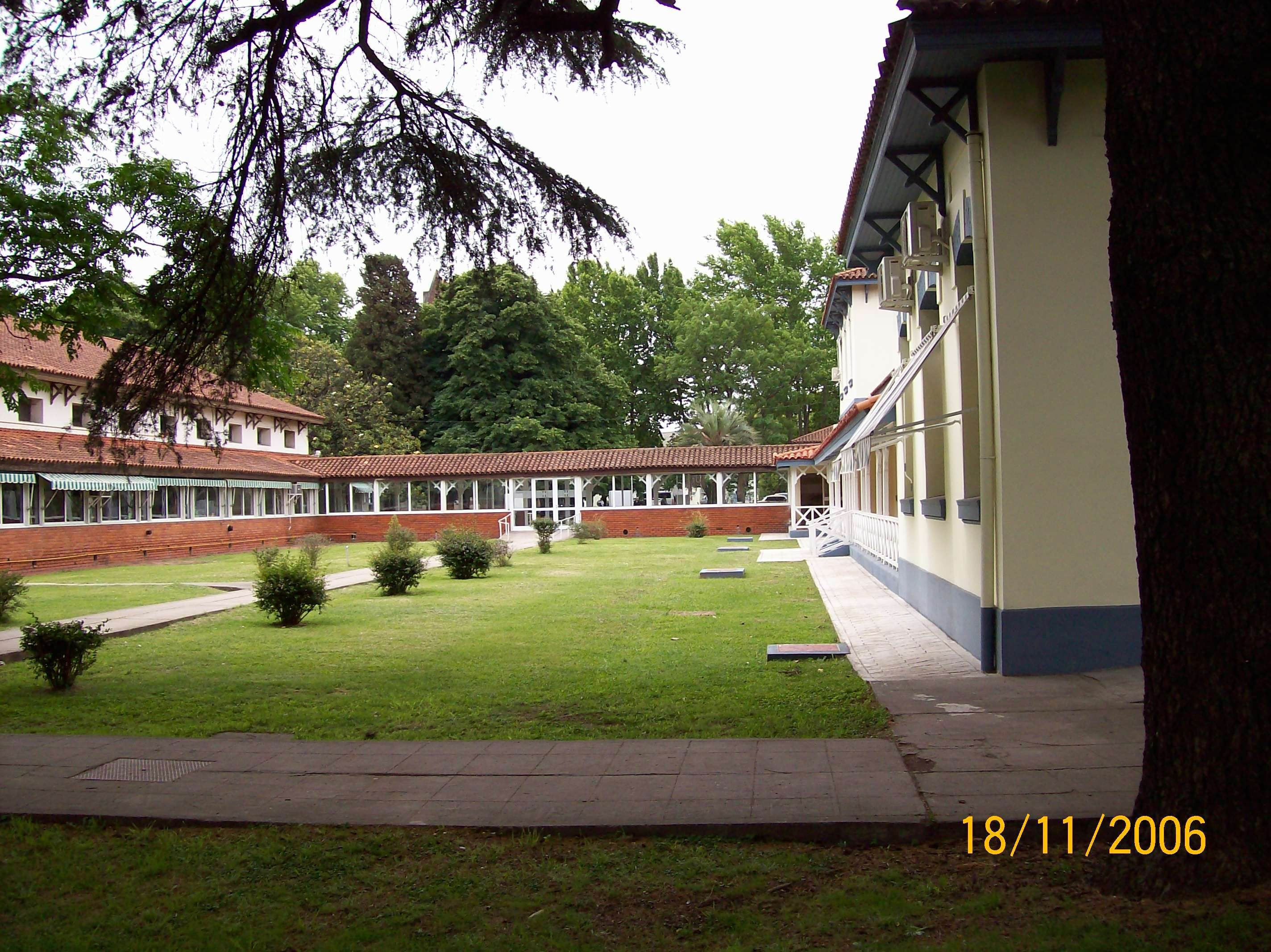
Jardines y vista de un pabellón de internación

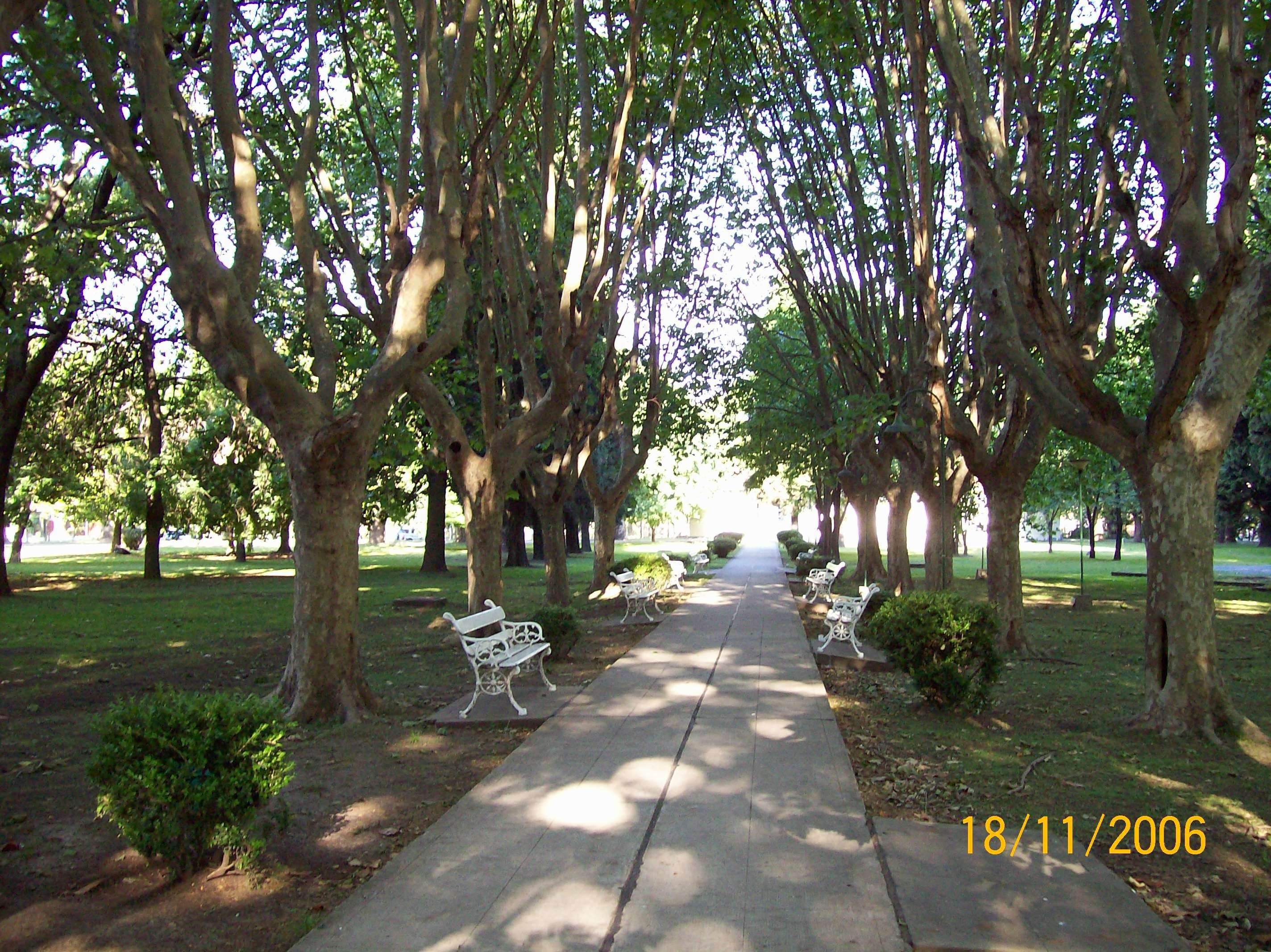
Paseo peatonal, jardines internos

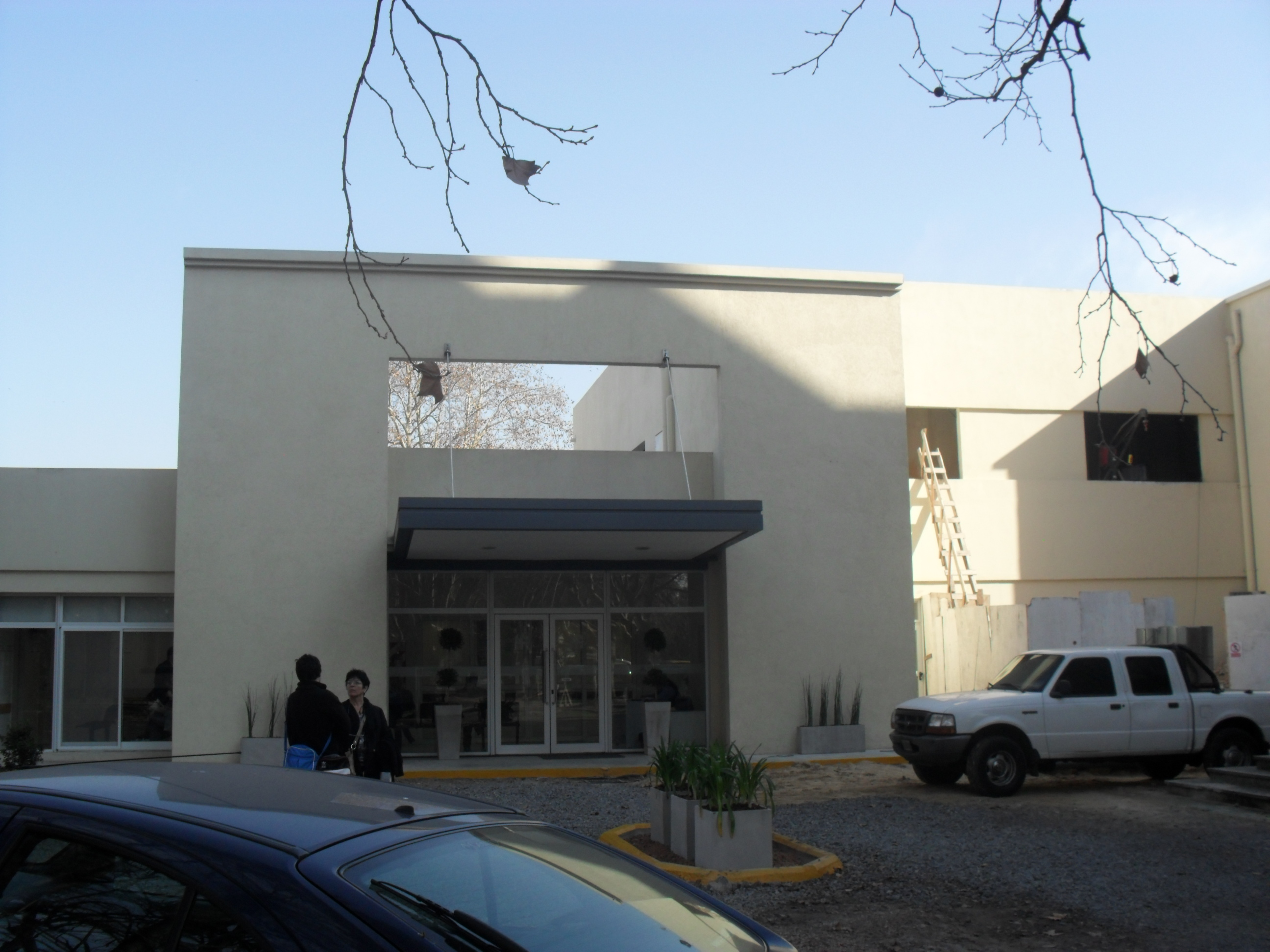
Acceso a Diagnóstico por Imágenes

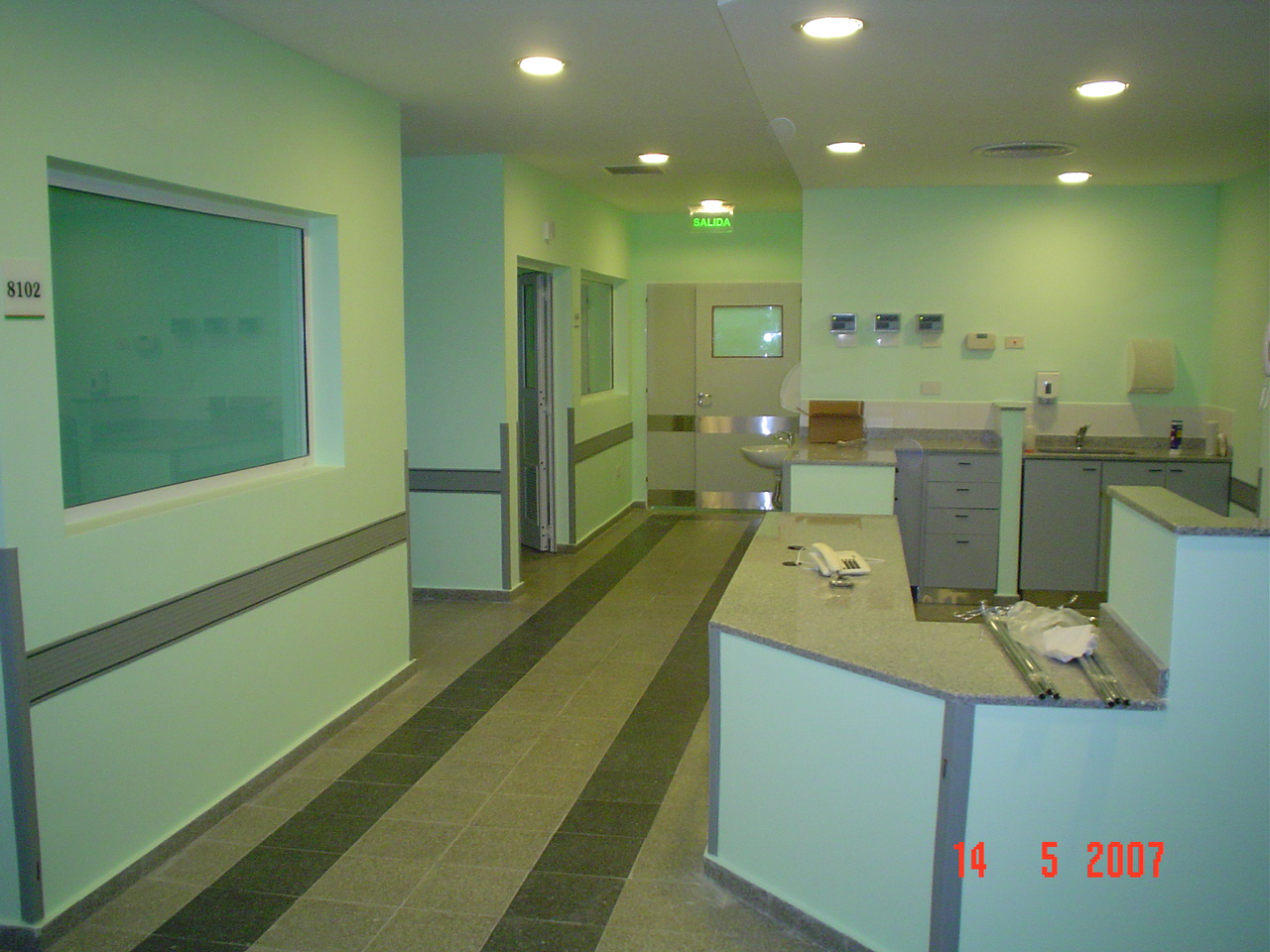
Sector ambulatorio

## Historia
En 1916 la Sociedad Italiana de Beneficencia de Buenos Aires, que era la propietaria del Hospital Italiano situado en esa ciudad, establece la necesidad de crear un establecimiento para asistir a los enfermos crónicos, inválidos y los niños huérfanos. Por tal motivo aprueba la compra de un predio destinado a fin. Dos años más tarde, el 27 de septiembre de 1918, se procede a la adquisición del predio de 15 hectáreas, ubicado entre las actuales calles Malbia, Venezuela, Arieta y Pte. Perón de la localidad de San Justo. En aquel momento el mismo sólo contaba con una casa, pozo de agua motorizado y algunas mejoras. Estas instalaciones eran insuficientes, por lo que se encarga a una comisión la elaboración del proyecto para la construcción.
En 1921 se presenta el proyecto de construcción, que permitía alojar en el predio 600 niños y 600 adultos, en 2 áreas delimitadas para cada tipo de huésped. La disposición de los pabellones y la arquitectura de los mismos tenía en cuenta la ventilación, dejando amplios espacios verdes entre los mismos. La orientación permitía recibir sol durante la mañana y la tarde. La piedra fundamental se coloca el 10 de diciembre de 1922, dándose inicio a la construcción de los primeros pabellones: el Italia y el Argentina.
La ceremonia inaugural de esta “Casa” en San Justo fue el 15 de mayo de 1926 y contó no sólo con la presencia de un representante de Su Majestad, el Rey de Italia Vittorio Emanuele III, entre otras personalidades, sino también con representantes del Poder Ejecutivo Nacional, de la Municipalidad de la Ciudad de Buenos Aires, en la figura del Presidente del Consejo Deliberante, así como importantes representantes del mundo médico, como el Decano de la Facultad de Medicina y el director de la Asistencia Pública, y hasta hubo un tren fletado con invitados especialmente para la ocasión.
Según figura en los archivos de la institución, el primer huésped fue Giuseppe Revelli, quién ingresó el 1 de abril de 1926 y permaneció hasta el 25 de junio de 1929. En el período comprendido entre la inauguración y el 5 de octubre de 1992 (fecha del último registro en la fuente consultada) se hospedaron en el Asilo 5627 personas.
Hacia 1970 con el nombre de “Casa di Riposo e Convalescenza” realizaba dos tareas centrales: una, la tradicional asistencia al necesitado, prestada casi siempre con la ayuda de congregaciones religiosas, y otra que tenía como destinatarios a aquellos que por algún fracaso, ya sea físico, mental o social, no alcanzaron a insertarse en la comunidad. Para estas admisiones, no parecían ser necesarios criterios médicos, como actualmente. En general, se trataba de mujeres, sin familia, trabajadoras informales con escasa o nula capacidad económica, con algún componente de problemática mental o social. 
Las Hermanas de Caridad (Virgen Niña de Milán) que tenían a su cargo la asistencia de los asilados habitaban en una casa habitación especialmente construida denominada “Filomena Devoto de Devoto” en honor a la dama benefactora a quien también se debe la construcción de la capilla.

Una obra arquitectónica de envergadura se yergue en este predio. Se trata de la Capilla del Sagrado Corazón, proyectada y dirigida por los Ingenieros Delpini, Sulcic y Bes y ejecutada por la Empresa Constructora de los señores Fernando Vannelli e Hijos Su inauguración data del 13 de junio de 1942. Existe la creencia popular sobre el particular techo de la capilla se piensa que representa los dedos de las manos entrelazados en oración.

El ingeniero civil José Luis Delpini, el arquitecto Viktor Sulčič y el ingeniero R. Bes fueron autores también del estadio del Club Boca Juniors -la célebre “Bombonera”- y del edificio original del Mercado del Abasto, primera construcción que combina hormigón y vidrio. Delpini inscribió en la historia de la arquitectura argentina dos invenciones: el hormigón preformado, que independiza las estructuras del encofrado y el apuntalamiento armado y el fibrocemento autoportante. Sus obras constituyen referencias ineludibles para la arquitectura de los años treinta y una de ellas se halla en San Justo El techo de la Capilla del Hospital Italiano es una acabada muestra de su aporte y creatividad.
“En Casa San Justo (San Justo Partido de La Matanza, Provincia de Buenos Aires) hoy 13 de junio del año del señor MCMXLII, corriendo el cuarto año del Pontificado de S.S. Pío XII, siendo Presidente de la Nación Argentina el Excmo. Señor Doctor Roberto M. Ortiz; Vicepresidente en Ejercicio del Poder Ejecutivo S.E. el Doctor Ramón S. Castillo, Gobernador de la Provincia de Buenos Aires, el Doctor Rodolfo Moreno; Encargado de negocios de Italia en esta República, Representante de S.M. el Rey de Italia y Emperador de Etiopía Víctor Manuel III, el Comm. Livio Garbaccio di Vallemosso; Cura Párroco de San Justo el Reverendo Padre José F. Marcón, Presidente de la Sociedad de Beneficencia en Buenos Aires, el Señor Comm. Dionisio Armari, Director del Hospital Italiano y Casa San Justo el Doctor Carlos Rosasco. Se coloca esta piedra fundamental de la Capilla que la piadosa señora: DOÑA FILOMENA DEVOTO DE DEVOTO Generosamente costea de su peculio, dedicándola a la venerada memoria de su Esposo Don José Devoto, expresidente y Gran benefactor de la Institución ya mencionada. Anexa a esta Capilla, la gentil donante costea igualmente: Una Casa-Habitación, que llevará el nombre de “Filomena Devoto de Devoto” para las Hermanas de Caridad que tienen a su cargo la asistencia de los asilados, y que en la actualidad son: Las Religiosas de la Beata Capitana de Milán, llamadas Hermanas de la Virgen Niña. Siendo su Madre Provincial la Muy Reverenda Sor María Lorenzina Bernasconi; Bendijo esta piedra el Reverendo Padre Don José Marcón, siendo testigos del acto los que firman al pie.”
En 1973 se resuelve modernizar el enfoque de la atención brindada a los internados y se transforma la Casa de Riposo en un Instituto de Geriatría, aplicándose una visión de la geriatría para aquel entonces innovadora. Se hace cargo del servicio el Dr. Roberto Kaplan, una de las figuras más relevantes de la geriatría argentina que junto al kinesiólogo Larrea desarrollan el proyecto. Se implementan mejoras en los edificios agregando barandas, rampas, conectores y sectores para ejercicios y se establece un programa de actividad para la recuperación de funciones perdidas a nivel neuromuscular y cognitivo. Durante este período se incorporan médicos y enfermeras y se crea una verdadera “escuela” de geriatría, ya que los médicos allí formados dieron continuidad al proyecto y se destacaron en la geriatría nacional e internacional. Al Dr. Kaplan le sucedieron los Dres. Guglielmucci, Fainstein y Ricardo Jauregui, con los que el nivel fue elevándose y manteniéndose con los estándares más elevados de la geriatría llegando el establecimiento a tener 250 internados.
Las condiciones de la internación geriátrica sufrieron dificultades de financiamiento,  ya que la mayoría de los pacientes pertenecían a la comunidad italiana a cargo del Consulado de Italia. Con el tiempo esta población de ancianos fue decreciendo y no fue sustituida por argentinos, con lo cual el número de internados disminuyó atentando contra la viabilidad del establecimiento. Al mismo tiempo se produjo una fuerte expansión de la actividad en el Hospital Italiano de Buenos Aires haciendo necesario ampliar su capacidad asistencial. En los últimos años el sistema de residencias había generado muchos profesionales muy bien formados que no encontraban espacio de desarrollo en el Hospital de Buenos Aires por lo que se decidió un cambio de proyecto para San Justo convirtiéndoselo gradualmente en un Hospital de Agudos.
El Dr. Ricardo Jáuregui fue nombrado en el año 2002 para liderar la transformación del Hospital elaborando un plan de inversiones que acompañara el crecimiento de la complejidad de la complejidad tecnológica y profesional.